# Prostitution bag sløret
Prostitution bag sløret ('Prostitutie achter de sluier') is een Deens-Zweedse documentaire uit 2004 onder regie van Nahid Persson.

## Inhoud
De film toont het leven van twee jonge vrouwen in Iran aan het begin van de 21ste eeuw. Minna en Fariba zijn sekswerkers in een samenleving die wordt gedomineerd door mannen en de islamitische wet. Ze praten over hun achtergrond en hoe ze verslaafd zijn geraakt aan drugs en in de prostitutie zijn terecht gekomen. Mannen gaan tijdelijke huwelijken (sighe) aan om prostitutie te legitimeren. Mannen en prostituees trouwen voor soms minder dan twee uur en vermijden zo straf. De film laat de dubbele seksuele moraal zien en de gevolgen ervan voor mensen in een gesloten islamitische samenleving.

## Prijzen
De film won in 2005 verschillende prijzen:
- Gouden Draak op het filmfestival van Krakau
- AFJ Documentary Award op het filmfestival in Créteil
- Gouden Nymf op het televisiefestival van Monte-Carlo.

In 2006 ontving de film een Guldbagge voor beste documentairefilm.